# Profi (Rumänien)
Die Profi Rom Food SRL ist eine rumänische Einzelhandelskette, die im Lebensmitteleinzelhandel tätig ist. Das seit Januar 2025 vollständig zu Ahold Delhaize gehörende Unternehmen hat seinen Sitz in Timișoara, betreibt unter dem Namen Profi (Eigenschreibweise: profi) mehr als 1600 Supermärkte und beschäftigt 23.789 Mitarbeiter.

## Geschichte

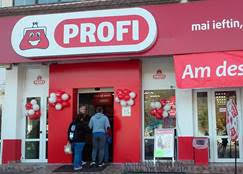
Eine Profi-Filiale in Lupeni, im Januar 2016. Erkennbar ist das zweite Logo des Unternehmens.

Der Markteintritt von Profi erfolgte am 29. Juni 2000 mit der Eröffnung der ersten Filiale in Timișoara. Eigentümer war damals die belgische Groupe Louis Delhaize, die unter dem gleichen Namen auch in anderen Ländern Europas Märkte betrieb. Ursprünglich war Profi als Discounter ausgerichtet. Im November 2009 kam es zu einem ersten Eigentümerwechsel, als die rumänische Tochtergesellschaft von Louis Delhaize für 66 Millionen Euro verkauft wurde. Neuer Eigentümer wurde die polnische Gesellschaft Enterprise Investors. Unter diesem setzen man die Expansion fort, im August 2011 bestand das Filialnetz bereits aus 100 Standorten. Im Februar 2012 kam es zu einer Neuausrichtung. Die Discountmärkte schlossen am 13. Februar 2012 und wurden am Folgetag mit einem neuen Konzept wieder eröffnet, das Logo wurde leicht modifiziert. Der Fokus lag fortan vor allem auf Convenience-Produkten. Weiteres Wachstum konnte man auch durch Übernahmen erzeugen. So übernahm man Ende Februar 2012 alle sechs Filialen des aus Hermannstadt stammenden Unternehmens Al Comsib. 2013 wurden die ersten Märkte an Franchiser gegeben. Im selben Jahr wurden zwei weitere bzw. Teile der Mitbewerber übernommen. Im März 2013 wurden die Crina-Filialen in Cluj-Napoca übernommen, die zuvor von der SC Alimrom Trading SRL geführt wurden. Auch die in Botoșani angesiedelten Pita-Märkte wurden übernommen. Die fünf Märkte wechselten im September 2013 zu Profi und wurden im Herbst 2013 umgeflaggt. Ein weiterer Meilenstein wurde im Mai 2015 erreicht, als man die 300. Filialeröffnung feiern konnte. Drei Monate später eröffneten die ersten Märkte der Vertriebslinie Profi Loco. Anfang September 2016 wurde bekannt, dass die Mid Europa Partners alle Anteile der Enterprise Investors übernehmen möchte. Das Jahr 2016 konnte mit 501 Filialen abgeschlossen werden, alleine in jenem Jahr wurden 137 Standorte eröffnet. Die 1000. Filiale konnte im Juli 2019 in Giroc eröffnet werden. Nach eigenen Angaben ist Profi die erste Kette, die in Rumänien landesweit mit mehr als tausend Märkten vertreten ist. 2020 wurde das Konzept erneut überarbeitet. Mit dem neuen Konzept wurde auch ein neues Logo eingeführt. Ende des Jahres bestanden landesweit 1404 Filialen. Das 2013 eingeführte Franchisesystem wird seit 2021 wieder verstärkt vorangetrieben. Langfristiges Ziel ist die Abgabe aller bestehenden Filialen an selbstständige Kaufleute.
Im Oktober 2023 vereinbarte der niederländische Einzelhandelskonzern Ahold Delhaize die Übernahme der Discounterkette für 1,3 Milliarden Euro. Am 3. Januar 2025 gab Ahold Delhaize den Abschluss der Transaktion bekannt. Die rumänische Wettbewerbsbehörde hatte unter anderem die Veräußerung von 87 Läden zur Auflage gemacht.

## Vertriebslinien
Das Unternehmen betreibt fünf verschiedene Vertriebslinien, die sich in den Punkten Sortiment, Lage und Größe unterscheiden:
- Profi Super: Supermärkte mit über 1300 Produkten; von der Fläche her größtes Format[23]
- Profi Go (Eigenschreibweise: ProfiGO): Kleine Märkte, die vor allem in stark frequentierten Lagen und in der Nähe von Bürostandorten angesiedelt sind[23]
- Profi City: Kleiner Supermarkt in städtischen Wohngebieten[23]
- Profi Loco (seit August 2015): Supermärkte und Nahversorger auf dem Land[14][23]
- Profi Mini: Vor allem auf Convenience-Produkte ausgelegtes Sortiment, von der Fläche her kleinstes Format[23]

## Logos

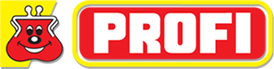
Erstes Logo
Aktuelles Logo (seit 2020)